# Mantispa cordieri
Mantispa cordieri är en insektsart som först beskrevs av Luisa Eugenia Navas 1933.  Mantispa cordieri ingår i släktet Mantispa och familjen fångsländor. Inga underarter finns listade i Catalogue of Life.